# 蛇足石杉
蛇足石杉（学名：Huperzia serrata），臺灣話又稱龍鱗草（Lîng-lân-tsháu）、七寸金（Tshit-tshùn-kim）、金不換（Kim-put-huàn），为石松科石杉属下的一个种，含有石杉碱甲这种生物碱可以抑制乙酰胆碱酯酶活性，作为一种号称可益智的非处方补剂售卖。

## 扩展阅读
- 維基物種上的相關：蛇足石杉